# Sisyrinchium atlanticum
Sisyrinchium atlanticum är en irisväxtart som beskrevs av Eugene Pintard Bicknell. Sisyrinchium atlanticum ingår i släktet gräsliljor, och familjen irisväxter. Inga underarter finns listade i Catalogue of Life.

## Bildgalleri

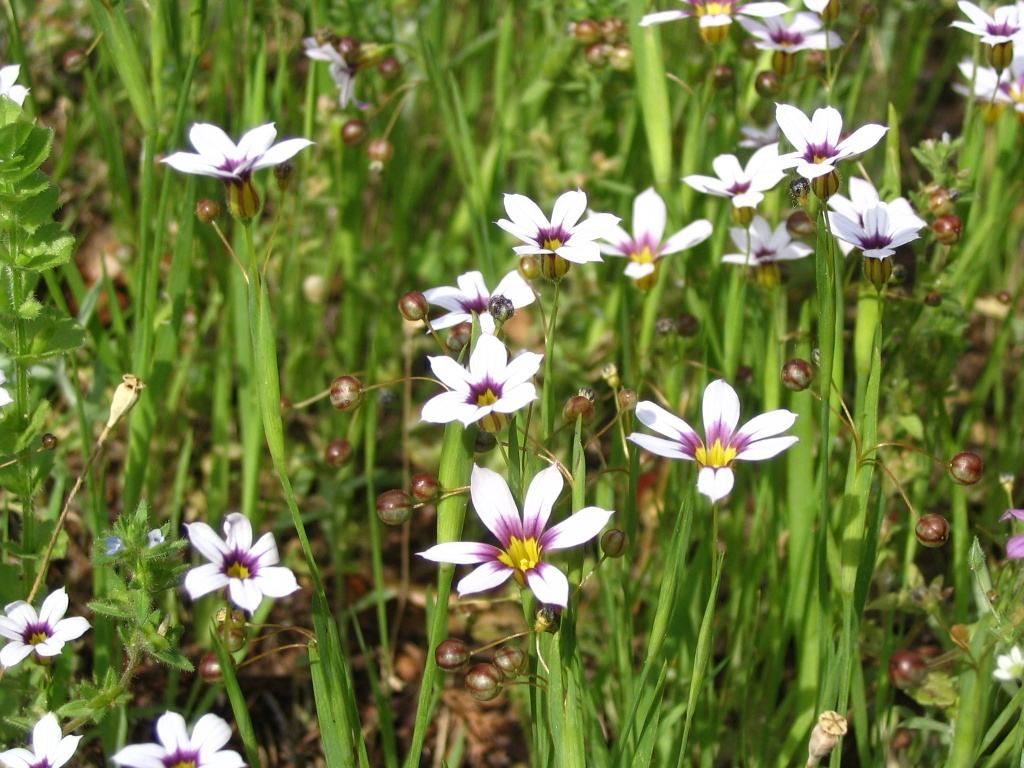
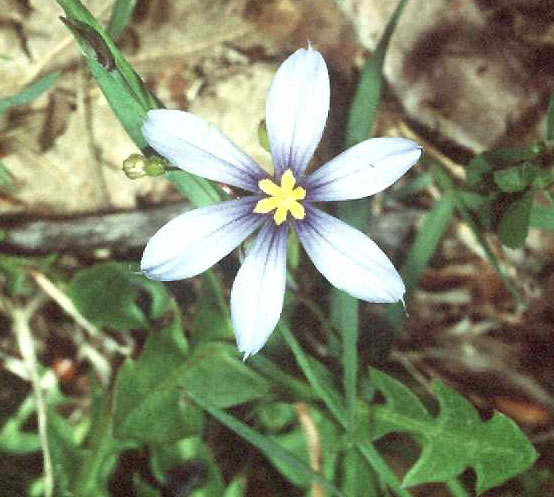